# Vulcan (Brașov)
Pour les articles homonymes, voir Vulcan.
Vulcan (en allemand: Wolkendorf, en hongrois: Szásvolkány) est une commune roumaine du județ de Brașov, dans la région historique de Transylvanie. Elle est composée des deux villages suivants :
- Colonia 1er mai
- Vulcan, siège de la commune

## Localisation
Vulcan est située dans la partie centre-sud du comté de Brașov, au pied de Monts Perșani, dans le Pays de la Bârsa (région historique de Transylvanie), à la 19 km de la ville de Brașov.

## Monuments et lieux touristiques
- Église évangélique du village Vulcan (construite au XIIIe – XIVe siècle, 1665, 1793-1794), monument historique[2]
- École allemande du village de Vulcan (construite au XIXe siècle), monument historique
- Monts Perșani
- Rivière Bârsa